# Nutopia

Nutopias flagga.

Nutopia är ett konceptuellt land, ibland kallad en mikronation, grundad av John Lennon och Yoko Ono. En av anledningarna till att landet grundades var att hantera Lennons dåvarande pågående invandringsproblem (veckan innan fick han en utvisningsorder från USA) med satiriska medel. 
Det finns inget ledarskap och alla medborgarskap har inte registrerats. Befolkningen är därför okänd. 
Nutopia är ett teleskopord av "nytt" och "utopia" vilket antyder att Nutopia är ett nytt, utopiskt samhälle.

## Historia
Den 2 april 1973 (dagen efter första april) introducerade Lennon och Ono det konceptuella landet Nutopia på en presskonferens i New York City.
 

Lennon och Ono var ambassadörer i landet och sökte (kreativt, men utan framgång) diplomatisk immunitet för att avsluta Lennons pågående invandringsproblem, då han och Ono försökte stanna i USA. Ono hade redan ett "green card" via sin tidigare make, Tony Cox, varav Lennon hade nekats permanent uppehållstillstånd. Lennon talade om det imaginära landet, som skulle uppfylla idealen i hans låt "Imagine", och sa detta i den "officiella" förklaringen (undertecknad dagen innan): 
 Vi tillkännager födelsen av ett konceptuellt land, NUTOPIA. Medborgarskap i landet kan erhållas genom förklaring om din medvetenhet om NUTOPIA. NUTOPIA har inget land, inga gränser, inga pass, bara människor. NUTOPIA har inga andra lagar än kosmiska. Alla människor i NUTOPIA är ambassadörer för landet. Som två ambassadörer för NUTOPIA ber vi om diplomatisk immunitet och erkännande i FN:s land och dess folk. 
 2006 skapades en Nutopia-webbplats som vidarebefordrades till en webbplats om dokumentären The U.S. vs. John Lennon, distribuerad av Lions Gate Entertainment.

## Symboler

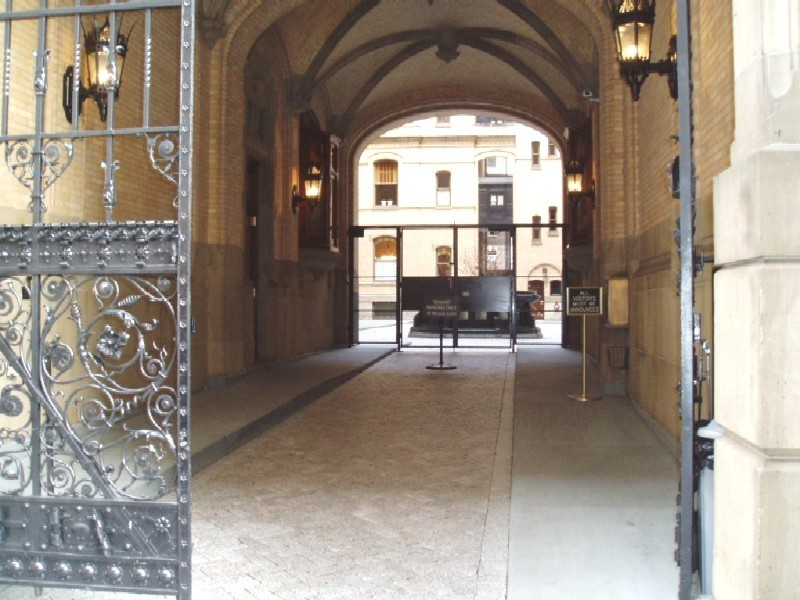
Ingången till Dakota Building, där Lennon och Ono publicerade en Nutopian Embassy-skylt på bakdörren till deras lägenhet.

Nutopias flagga har bara en färg: vit. På presskonferensen viftade Lennon, viftande med en vit näsduk och sa: "Detta är Nutopias flagga – vi överlämnar, till fred och kärlek". Enligt en reporter för The New York Times snöt Lennon sig sedan i näsduken. Vissa kritiserade denna förening med överlämnande, men Lennon och Ono försvarade föreningen och sa att endast genom övergivande och kompromiss kunde fred uppnås.
Lennons album Mind Games (1973) innehåller "Nutopian International Anthem", som är fyra sekunders tystnad.
Den handritade Great Seal of Nutopia har en bild av en säl som balanserar ett yin-yang jordklot på näsan.
En bricka graverad med orden "NUTOPIAN EMBASSY" installerades på köksingången till Dakota, lägenheten där Lennon och Ono bodde. Ono påpekade årtionden senare att gästerna föredrog att gå in i hennes hem genom den dörren istället för främre ingången.

## Arv
Den finska sångerskrivaren Kari Peitsamo, fan av Lennons verk, släppte en låt som heter "Nutopia" på sitt album I'm Down. 
År 2009 visade en utställning i New York brevet som etablerade Nutopia.